# Martin Guyaux
Martin Guyaux, né à Biesme le 27 décembre 1946, est un artiste-sculpteur belge.

## Biographie et œuvres
Martin Guyaux suit une formation à l'Académie de Bruxelles (1966-1967) et devient professeur de sculpture à l'École d'Art d'Ixelles en 1968 et à l'Académie Royale des beaux-arts de Bruxelles en 1973. Il vit à Montigny-le-Tilleul.
Il inscrit des signes des signes codés à la surface de ses sculptures et bas-reliefs.
Dans la première moitié des années 1970, Martin Guyaux remporte plusieurs prix : le prix de la sculpture monumentale Winterthur (1970), société pour laquelle il réalise une œuvre ; prix triennal d'Ixelles (1974) ; médaille d'argent de la IIe biennale internationale de Ravenne en 1975.
Il reçoit plusieurs commandes monumentales :
- l'école européenne d'Uccle : la Fenêtre
- centre des finances de Charleroi : colonne Martin Ankh
- métro station Botanique à Bruxelles : l'Odyssée
- esplanade du palais des Beaux-Arts de Charleroi : Passation, enlevée par la Ville en 2018[3]
- Musée Kaoshiung de Taïwan (en) : l'Écriture

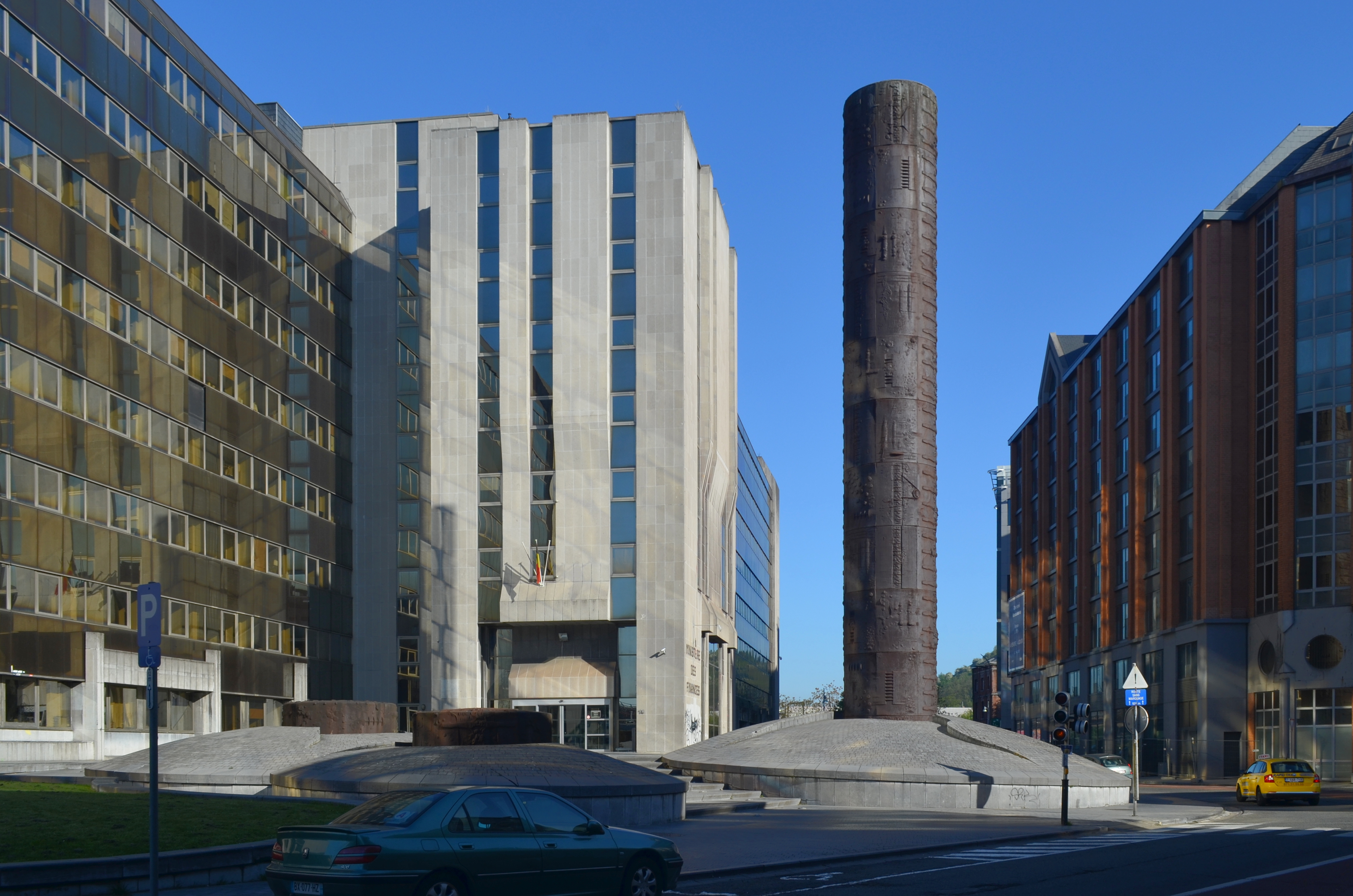
Colonne Martin Ankh - œuvre monumentale à la ville basse de Charleroi.
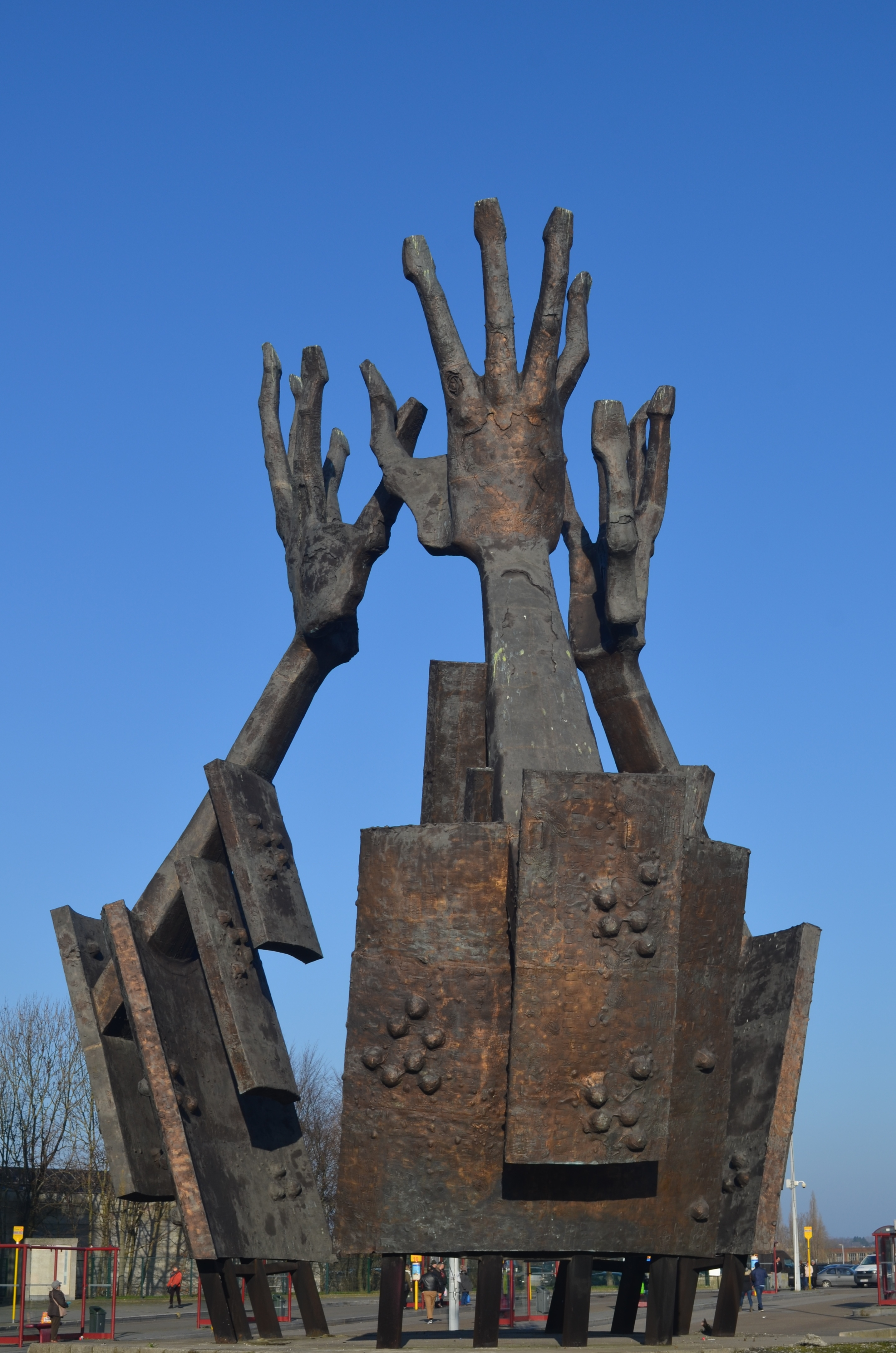
Passation - œuvre anciennement installée en face du Palais des Beaux-Arts de Charleroi.